# Minh-Khai Phan-Thi

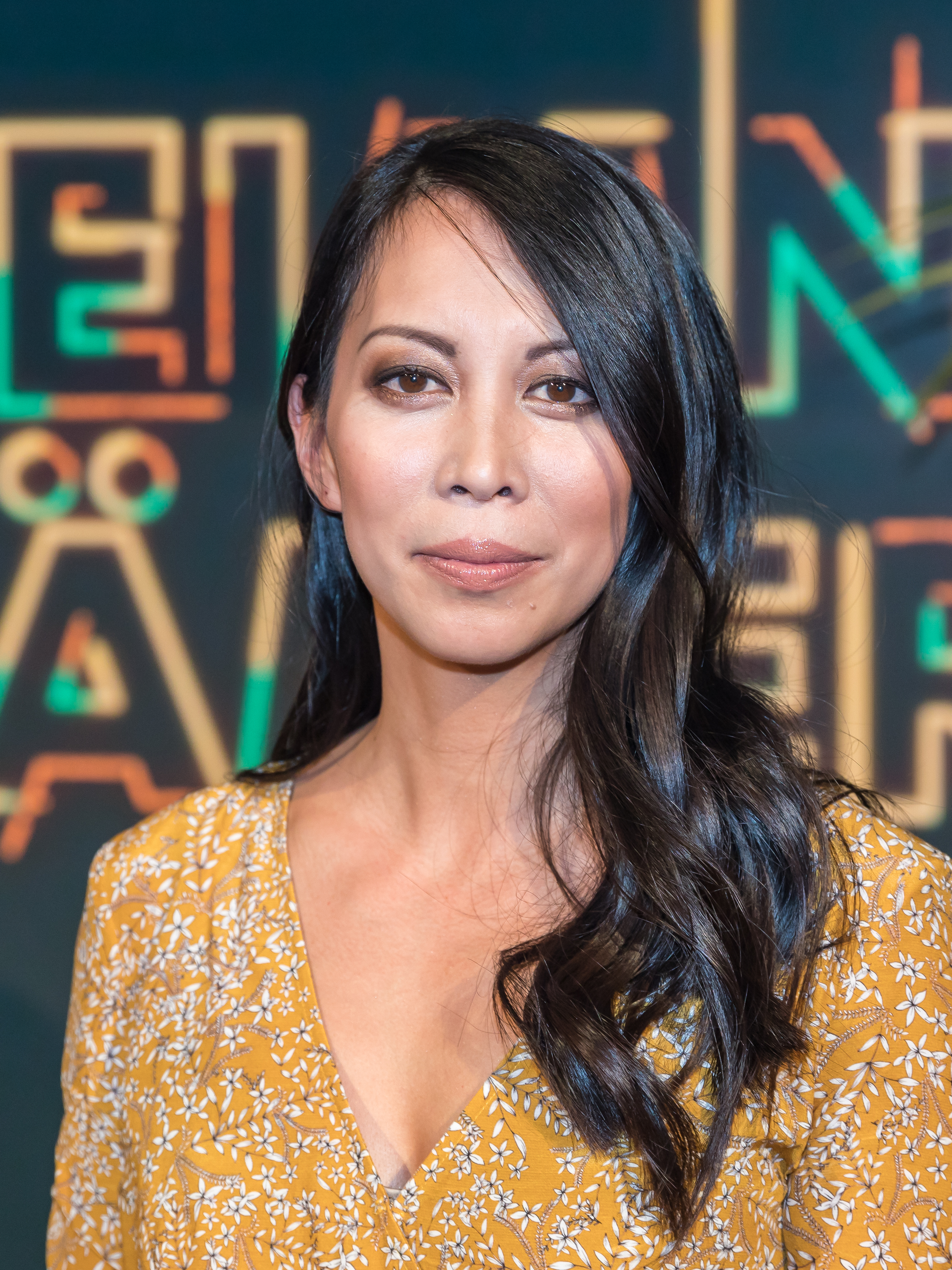
Minh-Khai Phan-Thi (2018)

Minh-Khai Phan-Thi (* 19. Februar 1974 in Darmstadt) ist eine deutsche Schauspielerin, Fernsehmoderatorin, Regisseurin und Drehbuchautorin. Erstmals bekannt wurde sie durch ihre Arbeit beim Musiksender VIVA, später profilierte sie sich als Darstellerin in Film und Fernsehen.

## Leben
Minh-Khai Phan-Thi ist Tochter vietnamesischer Einwanderer. Sie zog mit zehn Jahren mit ihrer Familie nach München. Nach dem Abitur begann sie ihre Fernsehkarriere als Moderatorin beim Sender Kabel eins (Die Hugo Show, 1994) und wurde wenig später beim Musiksender VIVA mit den Formaten Interaktiv, Manhattan World Tour und Minh-Khai & Friends einem breiteren Publikum bekannt. 1999 verließ sie den Musiksender.
Als Schauspielerin trat sie 1997 im Fernsehfilm Jagdsaison in Erscheinung. Bekannt wurde sie 2000 durch die Rolle der verführerischen Prostituierten Kim-Lan in Rette deine Haut und durch die Rolle der jungen Postulantin in Die Novizin. Im Kino war sie nach Sonnenallee (1999) unter anderem in Hans-Christoph Blumenbergs Planet der Kannibalen zu sehen. Unter der Regie von Lars Becker ermittelte sie von 2003 bis 2020 als erste deutsch-asiatische Kommissarin in der ZDF-Krimireihe Nachtschicht. Sie war in weiteren Krimiformaten zu sehen, darunter in der RTL-Serie Post Mortem, Polizeiruf 110 und der ZDF-Serie Der Kriminalist.
Im Jahr 2003 realisierte Phan-Thi den Dokumentarfilm Mein Vietnam – Land und kein Krieg, eine Schilderung der aktuellen Situation ihrer zweiten Heimat. Nach eigenem Drehbuch führte sie hier auch zum ersten Mal Regie. Auf der Grundlage ihres Dokumentarfilms ist ihr Buch Zu Hause sein – Mein Leben in Deutschland und Vietnam entstanden, das 2007 erschien.
2008 engagierte sich Phan-Thi im Europäischen Jahr des interkulturellen Dialogs als Botschafterin in Deutschland. Es handelte sich dabei um eine Kampagne der Europäischen Kommission, die Menschen in allen 28 EU-Ländern über die Vorteile von Vielfalt informieren und sie für einen interkulturellen Austausch begeistern sollte. Seit 2009 unterstützt sie die entwicklungspolitische Organisation ONE.
2011 übernahm Phan-Thi eine Hauptrolle in der Geschlechterkomödie Männer ticken, Frauen anders, die 2012 mit dem Publikumspreis Jupiter-Award ausgezeichnet wurde. 2012 stand sie für den Kinofilm Und morgen Mittag bin ich tot vor der Kamera, u. a. neben Bibiana Beglau. Außerdem gehörte sie 2013 neben Diana Amft zum Hauptcast der RTL-Serie Christine. Perfekt war gestern!.
2012/13 moderierte sie beim Sender Sport 1 die Sendung Bundesliga – Der Spieltag.
Im Jahr 2015 war Phan-Thi als Kandidatin der RTL-Show Let’s Dance in der 8. Staffel zu sehen, in der sie den zweiten Platz belegte.
Phan-Thi hat einen Sohn aus einer früheren Beziehung und ist seit April 2017 mit Ansgar Niggemann verheiratet, der als Leiter der Abteilung Marketing und Vertrieb in der Geschäftsstelle des Basketballvereins Alba Berlin fungiert. Mit ihm hat sie einen Sohn, der im Mai 2017 geboren wurde.
Seit 2020 ist sie Gastgeberin des Podcasts anderssein.

## Filmografie (Auswahl)

### Kino
- 1999: Viergeteilt im Morgengrauen (Kurzfilm)
- 1999: Sonnenallee
- 2000: Ein göttlicher Job
- 2001: Planet der Kannibalen
- 2001: Hinh Bóng (Kurzfilm)
- 2001: 99 Euro Films – Ich schwöre (Kurzfilm)
- 2003: Kalte Freiheit (Kurzfilm)
- 2013: Und morgen Mittag bin ich tot
- 2023: Clashing Differences
- 2025: Wunderschöner

### Fernsehen
- 1995: Tatort: Frau Bu lacht (Fernsehreihe)
- 1996: Gegen den Wind (Fernsehserie, Folge Der kleine Prinz)
- 1998: Jagdsaison
- 1998: Der Clown (Fernsehserie, Folge Yakuza)
- 1998: First Love – Die große Liebe
- 1998: Gehetzt – Tod im Sucher
- 1998: Der Alte (Fernsehserie, Folge  Der Mann mit dem Hund)
- 2000: Rette deine Haut
- 2001: SOKO Leipzig (Fernsehserie, Folge Börsenfieber)
- 2001: Ein göttlicher Job
- 2002: Herz oder Knete
- 2002: Die Novizin
- 2002: Tatort: Lastrumer Mischung
- seit 2003: Nachtschicht (Fernsehreihe) → siehe Besetzung
- 2003: Mein Vietnam – Land und kein Krieg (Dokumentarfilm; Buch & Regie)
- 2004: Typisch Mann! (Fernsehserie, Folge Fenster zum Hof)
- 2004: Nikola (Fernsehserie, 2 Folgen)
- 2006: Ein starkes Team: Stumme Wut (Fernsehreihe)
- 2007: Post Mortem (Fernsehserie, 8 Folgen)
- 2011: Der Kriminalist (Fernsehserie, Folge Tod eines Begleiters)
- 2011: Polizeiruf 110: Die verlorene Tochter (Fernsehreihe)
- 2011: Männer ticken, Frauen anders
- 2011: Küstenwache (Fernsehserie, Folge Das perfekte Alibi)
- 2012: Mein verrücktes Jahr in Bangkok
- 2013: Christine. Perfekt war gestern! (3 Folgen)
- 2014: Die Dienstagsfrauen – Sieben Tage ohne
- 2014: SOKO Stuttgart (Fernsehserie, Folge Mein Spätzle)
- 2015–2016: Notruf Hafenkante (15 Folgen)
- 2015: Der Staatsanwalt (Fernsehserie, Folge Sport ist Mord)
- 2015: SOKO Wismar (Fernsehserie, Folge Himmelfahrt)
- 2015: Ein starkes Team: Tödliches Vermächtnis
- 2016: Katie Fforde: Tanz auf dem Broadway (Fernsehreihe)
- 2017: Trio – Jagd nach dem heiligen Schrein
- 2018: You Are Wanted (2. Staffel)
- 2019: Ein Fall für zwei (Fernsehserie, Folge Im Schatten der Venus)
- 2020: Zimmer mit Stall – Die Waschbären sind los (Fernsehreihe)
- 2020: Letzte Spur Berlin (Fernsehserie, Folge Klassenkampf)
- 2020: Papa auf Wolke 7
- 2020: Der Alte und die Nervensäge (Fernsehfilm)
- 2021: Die Toten von Marnow (Fernsehserie, 2 Folgen)
- seit 2022: Doppelhaushälfte (Fernsehserie)
- 2022: Ein starkes Team: Schulzeit
- 2023: Kroymann (Satiresendung, Kroymann und das liebe Geld)

## Moderationen (Auswahl)
- 1994–1995: Die Hugo Show (Kabel1)
- 1995–1998 Interaktiv; Minh-Khai & Friends
- 2004–2006: Foyer (3sat/ZDF)
- 2004: Movimentos Gala

## Hörspiele
- 2010: Mitsukos Restaurant. Regie Alexander Schuhmacher, Norddeutscher Rundfunk

## Schriften
- Zu Hause sein – Mein Leben in Deutschland und Vietnam. Diana-Verlag, München 2007, ISBN 3-453-29025-9.